# 5109 Robertmiller
5109 Robertmiller (tên chỉ định 1987 RM1 là một tiểu hành tinh vành đai chính được phát hiện ngày 13 tháng 9 năm 1987, bởi Henri Debehogne ở Đài thiên văn Nam Âu (ESO). Nó được đặt theo tên nhà thiên văn học Robert J. Miller làm việc tại Đài thiên văn Hải quân Hoa Kỳ (USNO).